# Henry E. Steinway
Pour les articles homonymes, voir Steinway (homonymie).
Henry E. Steinway (Heinrich Engelhard Steinweg) (né le 15 février 1797, mort le 7 février 1871) est le fondateur de l'entreprise Steinway & Sons.
Né à Wolfshagen im Harz (Saint-Empire romain germanique) en 1797, il est orphelin à l'âge de 15 ans. Il fabrique son premier piano à Brunswick en 1835, puis il émigre à New York en 1851 avec quatre de ses fils, dont William Steinway, et fonde la compagnie Steinway & Sons en 1853.
Il a eu sept enfants avec sa femme Juliane. Il meurt à New York en 1871.